# Палюче тепло вб'є нас найперше
«Палюче тепло вб'є нас найперше: життя і смерть на розпеченій планеті» (англ. The Heat Will Kill You First) — книжка 2023 року журналіста-еколога Джеффа Ґуделла, що вийшла у видавництві Little, Brown, and Company. У ній він докладно описує небезпеки для навколишнього середовища від підвищення глобальної температури внаслідок глобального потепління, зокрема руйнівний вплив на здоров'я людини.

## Розповідь
У книжці Ґуделл критикує використання терміну «глобальне потепління», оскільки він не передає нагальності, пов’язаної з кліматичною кризою. Ґуделл засудив термін «глобальне потепління», який звучить «ніжно та заспокійливо, ніби найпомітнішим наслідком спалювання викопного палива буде краща погода на пляжі». Ґуделл підтримує ідею надання імен хвилям спеки (подібно до того, як багато урядів називають урагани), щоб донести до громадськості, що ці явища можуть бути знаковими та смертельними.
У книжці детально описано, як хвилі спеки, спричинені глобальним потеплінням, мали катастрофічний вплив на суспільство, зокрема хвилю спеки в Європі 2003 року, яка забрала життя 72 000 людей, зокрема 15 000 лише в Парижі. Автор пояснює, що місто Париж розвинулося в більш помірний період, і разом з тим, як планета потеплішала наприкінці XX та XXI століть, місто з його знаменитими бляшаними дахами та іншими особливостями виявилося погано пристосованим до такої нестерпної спеки. Автор також детально описує хвилю спеки 2021 року в Західній Північній Америці, під час якої загинуло 1400 людей, зокрема 600 у Британській Колумбії, Канада, регіоні, який зазвичай має помірний клімат. Ця хвиля спеки також призвела до руйнування міста Літтон, Британська Колумбія, оскільки міська зона та місцева екосистема були погано підготовлені до таких екстремальних температур. Також відбулися масові втрати дикої природи.
Протягом усієї книги Ґуделл описує згубний вплив екстремальної спеки як на суспільство, так і на навколишнє середовище, подорожуючи або пишучи репортажі про острів Баффіна в Канадському Північному колі, Антарктиду, Великий Бар'єрний риф, індійське місто Ченнаї (яке тоді потерпало від критичної нестачі води), тропіки та різні міста. Ґуделл писав репортаж з американського Південного Заходу, де він вирушив у виснажливий одноденний похід пустелею Сонора (пустеля на кордоні між Мексикою та США, де тисячі мігрантів загинули, намагаючись здійснити виснажливий п'яти-шестиденний перетин).
Ґуделл присвячує частину книжки обговоренню кондиціонування повітря та того, як ця технологія дозволила людям жити в спекотнішому кліматі, але водночас стала головним чинником глобального потепління. Ґуделл пояснює, як суспільства стали надмірно залежними від кондиціонування повітря, так 20% усієї електроенергії, що надходить до будівель, витрачається на роботу цих пристроїв, і зазначає, що за очікуваннями кількість установок кондиціонування повітря у світі зросте з 1 мільярда у 2023 році до понад 4,5 мільярда одиниць до 2050 року. Ґуделл пояснює, як це замкнене коло залежності від кондиціонерів сприяє глобальному потеплінню: оскільки планета нагрівається через глобальне потепління, спричинене використанням викопного палива, то кондиціонування повітря стає необхідністю, що дозволяє людям жити або мігрувати до надзвичайно теплого клімату. Позаяк дедалі більше людей, що зазнають екстремальної спеки, мають доступ до цих технологій, то експотенціально зростає використання кондиціонерів, а отже зростає і їхній внесок у глобальне потепління зі збільшенням споживання електроенергії та викидів парникових газів. І як пояснює Ґуделл, оскільки суспільство стало більш залежним від кондиціонування повітря, то більш кліматично безпечні та історично вживані методи охолодження будівель, як-то покращений потік повітря в будівлях, товстіші стіни з кращою ізоляцією або тепловідбивні покрівлі, втратили пріоритет.
Крім того, у книжці автор торкається особистих, трагічних подробиць життя звичайних людей, які загинули в умовах сильної спеки. У ній детально описано смерть Джонатана Ґерріша, Еллен Чанґ, їхньої однорічної дитини та собаки сім'ї. Подружжя було молодим і здоровим, але мандруючи пішки поблизу свого будинку в Маріпосі, Каліфорнія, вони загинули коли температура на стежці зросла до 109 градусів Фаренгейта (43 °C). Ґуделл також детально описує смерть Себастьяна Переса, нелегального працівника, який помер під час спеки 2021 року в Західній Північній Америці, працюючи в полі з чагарниками коли температура сягнула 107 °F (42 °C). На момент смерті Переса не існувало жодних правил для захисту трудових мігрантів від сильної спеки, попри те, що мігранти лобіювали такі правила. Невдовзі після смерті Переса, було ухвалено заходи на місцях, спрямовані на захист працівників від екстремальної спеки, однак станом на 2023 рік у Сполучених Штатах не було національних федеральних законів щодо захисту працівників від спеки та зневоднення.

## Прийняття
У статті для New York Times критикиня Дженніфер Салай зазначила, що прямолінійний, лаконічний стиль письма Ґуделла добре підходить для передачі актуальності глобального потепління та його впливу на здоров'я людини та навколишнього середовища. Салай зазначила: «Це захоплива книжка, яку потрібно негайно прочитати; планета горить, а час спливає». У статті для Washington Post Шеннон Осака похвалила автора за його здатність яскраво зобразити шкідливий вплив екстремальної спеки на людський організм і те, як швидко це може призвести до смерті, зазначивши: «Найкраще Ґуделл розкривається, коли описує, як спека впливає на людський організм». У статті для The Guardian Ніна Лахані похвалила Ґуделла за його проникливі репортажі, в яких він детально описав, як расистська політика або відсутність терміновості у Сполучених Штатах ігнорують потреби багатьох кольорових людей, таких як мігранти, сільськогосподарські робітники та інші трудівники.

## Переклад українською
2024 року у видавництві «Бородатий Тамарин» вийшов український переклад книжки. Перекладачка — Наталія Яцюк.